# Bernard 15
Bernard 15 C1 hay Bernard SIMB AB 15 là một loại máy bay tiêm kích của Pháp trong thập niên 1920, do hãng Société Industrielle des Métaux et du Bois (SIMB) thiết kế chế tạo.

## Tính năng kỹ chiến thuật
Dữ liệu lấy từ Illustrated Encyclopedia of Aircraft
Đặc tính tổng quan
- Kíp lái: 1
- Chiều dài: 7,50 m (24 ft 7 in)
- Sải cánh: 11,40 m (37 ft 5 in)
- Chiều cao: 3,10 m (10 ft 2 in)
- Diện tích cánh: 24 m2 (260 foot vuông)
- Trọng lượng cất cánh tối đa: 1.790 kg (3.946 lb)
- Động cơ: 1 × Hispano-Suiza 12Hb , 370 kW (500 hp)
- Cánh quạt: 2-lá

Hiệu suất bay
- Vận tốc cực đại: 270 km/h (168 mph; 146 kn)
- Trần bay: 7.500 m (24.606 ft)

Vũ khí trang bị

- Súng: 2 súng máy Vickers.303 (7,7mm)